# Stawiany (potok)

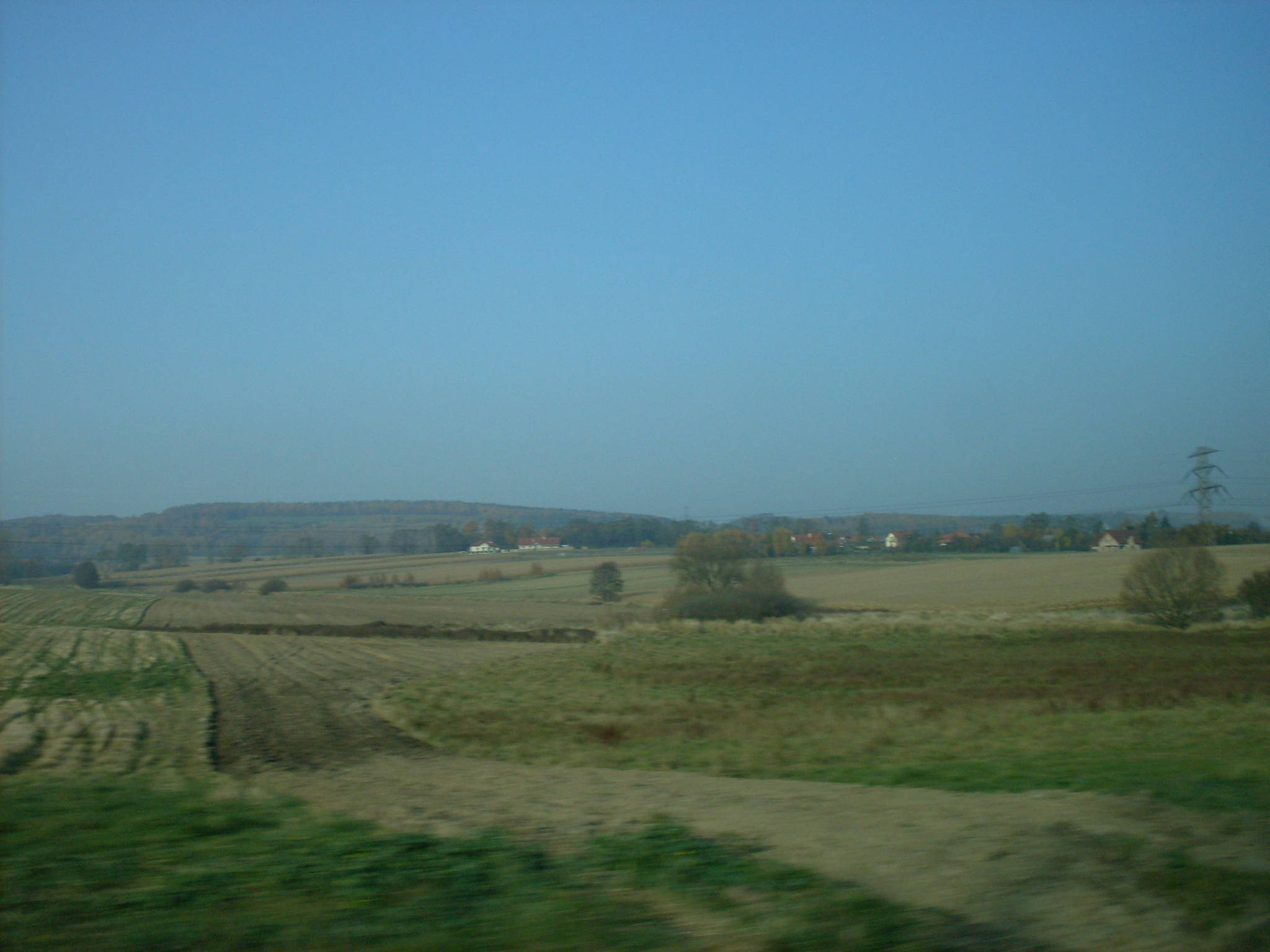
Stawiany Brzezińskie przez który płynie potok

Stawiany – potok będący prawobrzeżnym dopływem Będkówki. Cały bieg potoku znajduje się na  Wyżynie Krakowsko-Częstochowskiej. Potok wypływa ze wzgórza pomiędzy miejscowościami Radwanowice i Brzezinka na tzw. Moczydłach, płynie przez Stawiany Radwańskie znajdującą się na Wyżynie Olkuskiej, następnie przez Wąwóz Łańczyki we wschodniej i południowej części Brzezinki, mija od wschodu Niegoszowice, gdzie dopływa do linii kolejowej, płynie wzdłuż linii kolejowej na wschód, gdzie wpada do Będkówki.
Nazwa nie występuje w zestawieniu PRNG, ani na mapach topograficznych w geoportalu.